# Forza Italia (2013)
Forza Italia (italienisch für „Vorwärts Italien“, wörtlich „Kraft Italien“, ursprünglich ein Schlachtruf im Sport) ist eine politische Partei in Italien, die am 16. November 2013 aus der Regierungspartei Il Popolo della Libertà (PdL) hervorging. Formal lediglich eine Umbenennung, war die PdL nach mehreren Abspaltungen de facto auseinandergebrochen. Insbesondere die PdL-Minister im Kabinett Letta trugen nach einer Reihe von Zerwürfnissen auch die Umbenennung nicht mit, woraus sich die Partei Nuovo Centrodestra entwickelte.
Die Partei nahm den Namen von Silvio Berlusconis langjähriger Vorgängerpartei Forza Italia (1994–2009) an.

## Geschichte
Bereits am 25. Oktober 2013 hatte Berlusconi als Präsident des Popolo della Libertà erklärt, dass seine Partei nunmehr wieder Forza Italia heißen solle. Vor dem Hintergrund der ohnehin schwelenden Konflikte kündigten PdL-Generalsekretär Angelino Alfano und seine Ministerkollegen im Kabinett Letta an, diese Entscheidung nicht mitzutragen. Eine Spaltung deutete sich da bereits klar an.
Zur Klärung wurde ein Parteitag einberufen, an dem jedoch Alfano und seine Regierungskollegen, wie schon im Vorfeld angekündigt, nicht teilnahmen. Rund 800 der verbleibenden Parteimitglieder entschieden sich am 16. November 2013 gleichwohl für einen Neuanfang unter altem Namen. Berlusconi wurde zitiert: „Ich bin glücklich, dass wir zu diesem Namen zurückgekehrt sind, den wir alle noch im Herzen haben: Forza Italia.“
Am Abend stellte Alfano seine neue Partei Nuovo Centrodestra vor, ihr wurden neben den fünf PdL-Ministern insgesamt 30 der 98 Senatoren sowie 27 der 97 Abgeordneten in der Abgeordnetenkammer zugerechnet, genug um die Regierungsmehrheit auch ohne Forza Italia halten zu können. Zwar äußerten sich beide Parteichefs, im Parlament auch weiterhin zusammenarbeiten zu wollen, jedoch drohte Berlusconi für den Fall seines Senatsausschlusses erneut mit einem Rückzug aus der Regierungskoalition.

## Symbole

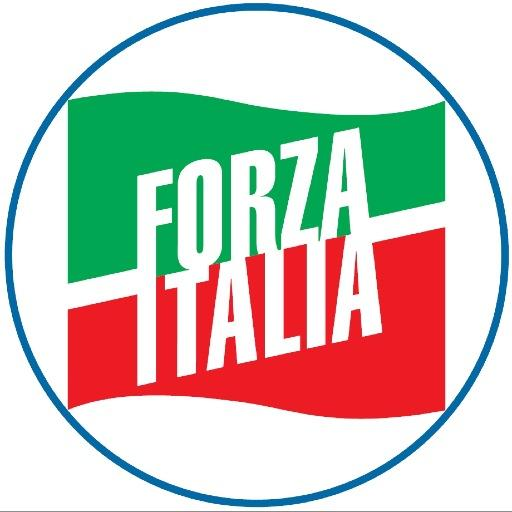
Wahlkampflogo der Forza Italia
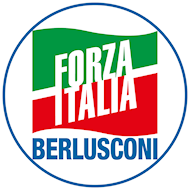
Wahlkampflogo der Forza Italia mit dem Namen Berlusconis

## Wahlergebnisse
| Jahr | Region                  | Stimmen | Anteil | Mandate | Platz |
| ---- | ----------------------- | ------- | ------ | ------- | ----- |
| 2019 | Abruzzen                | 54.223  | 9,0 %  | 3 / 31  | 4.    |
| 2020 | Aostatal                | 3.761   | 5,7 %  | 0 / 35  | 7.    |
| 2020 | Apulien                 | 149.399 | 8,9 %  | 4 / 50  | 5.    |
| 2019 | Basilikata              | 26.457  | 9,1 %  | 3 / 21  | 3.    |
| 2020 | Emilia-Romagna          | 55.317  | 2,6 %  | 1 / 50  | 7.    |
| 2023 | Friaul-Julisch Venetien | 26.287  | 6,7 %  | 3 / 47  | 5.    |
| 2021 | Kalabrien               | 131.882 | 17,3 % | 7 / 31  | 1.    |
| 2020 | Kampanien               | 121.695 | 5,2 %  | 2 / 51  | 8.    |
| 2023 | Latium                  | 130.566 | 8,4 %  | 3 / 50  | 5.    |
| 2020 | Ligurien                | 33.040  | 5,3 %  | 1 / 31  | 7.    |
| 2023 | Lombardei               | 208.420 | 7,2 %  | 6 / 80  | 4.    |
| 2020 | Marken                  | 36.716  | 5,9 %  | 2 / 31  | 5.    |
| 2023 | Molise                  | 16.924  | 12,0 % | 3 / 20  | 2.    |
| 2019 | Piemont                 | 161.137 | 8,4 %  | 3 / 51  | 4.    |
| 2019 | Sardinien               | 56.450  | 8,0 %  | 6 / 60  | 5.    |
| 2022 | Sizilien                | 275.736 | 14,7 % | 11 / 70 | 2.    |
| 2018 | Südtirol                | 2.825   | 1,0 %  | 0 / 35  | 12.   |
| 2020 | Toskana                 | 69.456  | 4,3 %  | 1 / 41  | 6.    |
| 2018 | Trentino                | 7.204   | 2,8 %  | 1 / 35  | 10.   |
| 2019 | Umbrien                 | 22.991  | 5,5 %  | 1 / 21  | 5.    |
| 2020 | Venetien                | 73.244  | 3,6 %  | 2 / 51  | 5.    |

| Jahr | Stimmen   | Anteil | Mandate   | Platz |
| ---- | --------- | ------ | --------- | ----- |
| 2018 | 4.596.956 | 14,0 % | 106 / 630 | 4.    |
| 2022 | 2.278.217 | 8,1 %  | 45 / 400  | 5.    |

| Jahr | Stimmen   | Anteil | Mandate  | Platz |
| ---- | --------- | ------ | -------- | ----- |
| 2018 | 4.358.004 | 14,4 % | 58 / 315 | 4.    |
| 2022 | 2.279.802 | 8,3 %  | 18 / 200 | 5.    |

| Jahr | Stimmen   | Anteil | Mandate | Platz |
| ---- | --------- | ------ | ------- | ----- |
| 2014 | 4.614.364 | 16,8 % | 13 / 73 | 3.    |
| 2019 | 2.351.673 | 8,8 %  | 7 / 76  | 4.    |
| 2024 | 2.490.422 | 9,6 %  | 8 / 76  | 4.    |